# شارموفرز
شارموفرز (بالإنجليزية: Sharmoofers)‏ فرقة موسيقية مصرية، تشكلت في القاهرة عام 2012. وتعتبر من أكبر الفرق الموسيقية في مصر. تتكون الفرقة من أحمد بهاء (غناء)، ومحمد العرقان (باص جيتار)، ومحمد لبيب (ساكسفون)، ومصطفى الكرداني (درامز)، وإسلام علي (ترامبت)، وأحمد علي (إيقاع شرقي)، وعادل محمد (إيقاع لاتيني).

## تاريخ شارموفرز
بدأت الفرقة بعضوين وهم محمد العرقان وأحمد بهاء في بيت محمد العرقان. وفي 12 مايو 2012 اصدرة الفرقة أول أغنية لهم باسم "A Chat in the garden" باللغة الإنجليزية، صدرت على موقع اليوتيوب وكان لها ردود أفعال إيجابية على مواقع التواصل الاجتماعي، ثم أغنية «البوكسر» وكان لها رد فعل أقوى على مواقع التواصل الاجتماعي وحققت نسبة مشاهدات كبيرة.
وفي أبريل 2014 كان أول ظهور للفرقة في التلفزيون مع باسم يوسف في برنامج البرنامج، وفي 2 مايو 2014 صدرت أول حفلة لهم وحضر الحفل 2,800 شخص وكان العدد رقم قياسي في مصر لأول ظهور لفرقة أمام الجمهور.
كان لشارموفرز تواجد ملحوظ وفعال في حفل "London Sound" وحضر الحفل عدد كبير من الجمهور، بلغ 12,000 شخص.
إنضم للفريق أكثر من عضو علي مدار تاريخه القصير وعز شهوان أشهر من انضم للفريق وظهر معهم في كليب «5 سنتي» قبل ان ينفصل عن الفريق بعد خلافات وأصبح الفريق مكون من بهاء ومحمد بالإضافة لعازفين الآلات المختلفة.